# Валя-Колоніцей
Валя-Колоніцей (рум. Valea Coloniței) — село у Кріуленському районі Молдови. Входить до складу комуни, адміністративним центром якої є село Долінноє.

## Населення
За даними перепису населення 2004 року у селі проживали 147 осіб.
Національний склад населення села:
| Національність | Кількість осіб | Відсоток |
| -------------- | -------------- | -------- |
| українці       | 92             | 62,6%    |
| молдавани      | 42             | 28,6%    |
| росіяни        | 12             | 8,2%     |
| гагаузи        | 1              | 0,7%     |
| Всього         | 147            | 100%     |